# Fiorenzo Favero
Fiorenzo Favero (Padova, 23 ottobre 1955) è un ex ciclista su strada italiano, professionista dal 1978 al 1985. Non ottenne vittorie fra i professionisti, ma colse alcuni piazzamenti, fra cui il terzo posto alla nona tappa del  Giro d'Italia 1980, sul traguardo di Sorrento.

## Palmarès
- 1977 (dilettanti)

Astico-Brenta
Trofeo Gianfranco Bianchin

## Piazzamenti

### Grandi Giri
- Giro d'Italia

1978: 77º
1979: 84º
1980: 79º
1981: 80º
1982: 70º
1983: 113º
1984: 109º

### Classiche monumento
- Milano-Sanremo

1979: 51º
1983: 106º
1985: 117º